# ツール・ド・フランス1982
| 第69回 ツール・ド・フランス 1982 | 第69回 ツール・ド・フランス 1982       |
| -------------------------------- | -------------------------------------- |
| 全行程                           | 21区間, 3507 km                        |
| 総合優勝                         | ベルナール・イノー 92時間08分46秒      |
| 2位                              | ヨープ・ズートメルク +6分21秒          |
| 3位                              | ヨハン・バンデベルデ +8分59秒          |
| 4位                              | ペーター・ウィネン +9分24秒            |
| 5位                              | フィル・アンダーソン +12分16秒         |
| ポイント賞                       | ショーン・ケリー 429ポイント           |
| 2位                              | ベルナール・イノー 152ポイント         |
| 3位                              | フィル・アンダーソン 149ポイント       |
| 山岳賞                           | ベルナール・バレ 278ポイント           |
| 2位                              | ジャン＝ルネ・ベルノードー 237ポイント |
| 3位                              | ビート・ブロウ 205ポイント             |

ツール・ド・フランス1982は、ツール・ド・フランスとしては69回目の大会。1982年7月2日から7月25日まで、全21ステージで行われた。

## みどころ
2度目のジロ・デ・イタリアを制したベルナール・イノーが再度ダブルツールの偉業に挑む。
打倒、イノーをもくろむ面々は相も変わらず大ベテランのヨープ・ズートメルクが中心となりそうだが、本番に入るとフィル・アンダーソンなどの若手勢の活躍が見られるようになってきた。

## 今大会の概要
プロローグはイノーが制するも、アンダーソンが第2ステージを制してマイヨ・ジョーヌを奪取。第10ステージを終えて総合首位アンダーソンに対し、イノーが44秒差の2位。
しかし第11ステージの個人タイムトライアルは、ジェリー・クネットマンが制して、イノーが18秒差の2位。そしてイノーがここでマイヨを奪取し、14秒差の2位にクネットマン。対して、アンダーソンは区間12位で、クネットマンに遅れること3分5秒となり、総合3位に転落。
第12ステージからはピレネーステージ。第12ステージは大集団の中、ショーン・ケリーが制し、イノー、アンダーソン、ズートメルクといったあたりはこの集団の中にいたが、総合2位のクネットマンは何と11分55秒の差をつけられる惨敗。トップイノーに対し、アンダーソンが2分3秒差で2位、ズートメルクが4分26秒差の3位に浮上してきた。
しかしイノーは第14ステージの個人タイムトライアルを制し、この時点でアンダーソンに5分17秒、ズートメルクに5分26秒の差をつける。
第15ステージからはアルプスステージ。ここでイノーら上位陣が苦戦を強いられ、区間優勝のパスカル・シモンに対し、3分7秒差で漸くイノーとズートメルクがフィニッシュ。しかしアンダーソンはこの2人にさらに2分40秒の差をつけられる。ここでズートメルクが総合2位に浮上してきた。
第16、17ステージはイノー、ズートメルクとも互いに譲らず。タイム差はほとんど変わらなかった。しかし第19ステージの個人タイムトライアルはやはりイノーが制し、ズートメルクとの差を6分21秒にまで広げ、ここで決着を見た。イノーは最終ステージのシャンゼリゼでもダメ押しのステージ優勝を奪い去り、初のダブルツールを達成。そして、4度目のツール総合優勝を果たした。

## 総合成績
|    | 選手名                     | 国籍           | チーム         | 時間        |
| -- | -------------------------- | -------------- | -------------- | ----------- |
| 1  | ベルナール・イノー         | フランス       | ルノー・ジタン | 92h 08' 46" |
| 2  | ヨープ・ズートメルク       | オランダ       |                | 6' 21"      |
| 3  | ヨハン・バンデベルデ       | オランダ       |                | 8' 59"      |
| 4  | ペーター・ウィネン         | オランダ       |                | 9' 24"      |
| 5  | フィル・アンダーソン       | オーストラリア |                | 12' 16"     |
| 6  | ビート・ブロウ             | スイス         |                | 13' 21"     |
| 7  | ダニエル・ウィレムス       | ベルギー       |                | 15' 33"     |
| 8  | レイモン・マルタン         | フランス       |                | 15' 35"     |
| 9  | ハニー・クイパー           | オランダ       |                | 17' 01"     |
| 10 | アルベルト・フェルナンデス | スペイン       |                | 17' 19"     |

### マイヨ・ジョーヌ保持者
| 選手名               | 国籍           | 首位区間              |
| -------------------- | -------------- | --------------------- |
| ベルナール・イノー   | フランス       | プロローグ、第11-最終 |
| ルド・ペータース     | ベルギー       | 第1                   |
| フィル・アンダーソン | オーストラリア | 第2-第10              |